# コシツェ・トロリーバス
コシツェ・トロリーバス（スロバキア語: Trolejbusová doprava v Košiciach）は、スロバキアの都市・コシツェ市内に路線網を有していたトロリーバス。2015年に定期運転が終了したが、それ以降も将来的な復活を見込んで一部区間の架線や車両が残存しており、2019年以降は特定日に運転が行われている。

## 歴史

### 定期運転廃止まで
コシツェ市内にトロリーバスを建設する計画は、チェコスロバキア時代の1980年代前半から始まった。当時のコシツェでは公共交通機関の見直しが進められており、路線バスに代わり電気を用いる交通機関の拡充が求められていたが、コシツェ市内を走る路面電車（コシツェ市電）は丘陵地帯の勾配区間において走行に難があり、勾配区間での走行に適したトロリーバスの導入が決定した経緯を持つ。車庫の建設や架線の敷設といった工事は1986年から始まったが、ビロード革命やビロード離婚といった社会情勢の変化によって計画に遅れが生じ、最初の路線となる70号線が営業運転を開始したのは1993年9月27日であった。
その後は1995年と1998年に延伸が実施されたほか、新規系統（71号線・72号線）も設定され、1999年までシュコダ製のトロリーバス車両の導入も行われた。だが、2000年代以降は利用客が減少し始め、2003年に70号線が廃止された他、2000年から実施されていた71号線の深夜運行も2006年をもって終了した。2008年には系統の再編により新たに73号線が設定されたものの、運転士不足などが要因となり僅か3か月程で路線バスに置き換えられた。
2010年代に入ると利用客の減少に加え、トロリーバスの施設や車両自体の老朽化が大きな課題となり、運営元であるコシツェ市交通企業会社の資金難も重なり、トロリーバスの存廃についての議論が行われるようになった。2014年以降はトロリーバス路線にノンステップバスが導入されバリアフリーの向上に貢献したものの、同時にトロリーバス車両の運行時間は縮小された。そして2015年1月31日、経由していたシュトロワ通り（Štúrovej ulici）の工事に伴いトロリーバスは全線にわたって運行を停止し、その後再開する事はなかった。

### 定期運転廃止以降
定期運転が廃止された後、大半の車両はポーランドの企業を介してウクライナのチェルニウツィー（チェルニウツィー・トロリーバス）へ売却されたが、一部車両はそのままコシツェに残存した。そして2018年、新たにコシツェ市長に就任したヤロスラフ・ポラチェクはコシツェ市内のトロリーバスの再生をマニフェストの1つとして明言した。それを受け、2019年からドブリー・トロリーバス（Dobrý trolejbus）と言うブランド名のもと、整備が行われた車両を用いた不定期運転が開始された。
その後、同年6月にはチェコのホムトフ・イルコフ（ホムトフ/イルコフ・トロリーバス）で使用された後、オパヴァ（オパヴァ・トロリーバス）で保存されていた連節バスのシュコダ15Trの1両が雑誌社のチェコスロバキア交通雑誌（Časopis Československý Dopravák）の協力の下でコシツェ・トロリーバスで運行されるようになった。導入にあたっては1993年のトロリーバス開通時に導入された同型車両の外見や塗装への変更が実施されている。
以降もトロリーバスはコシツェ市交通企業会社によって運営が行われており、2020年にも10月から12月にかけて毎週日曜日に特定のダイヤでの運行が実施されている。

## 車両
定期運行時に使用されていた車両は、開業時に導入された連節バスのシュコダ15Tr（1001 - 1015）と1999年に増備された改良型のシュコダ15TrM（1016 - 1020）、同年に導入されたシュコダ14TrM（2001 - 2007）であった。そのうち2019年以降の不定期運転に用いられているのはシュコダ15Tr（1001）とシュコダ14TrM（2003）、そして前述の通りチェコの都市から譲渡されたシュコダ15Tr（1000）の3両である。
また、2019年には将来的なトロリーバス路線の本格的な復活を見込み、充電池を搭載したSOR TNB 12を用いた試験運転を実施した事がある。

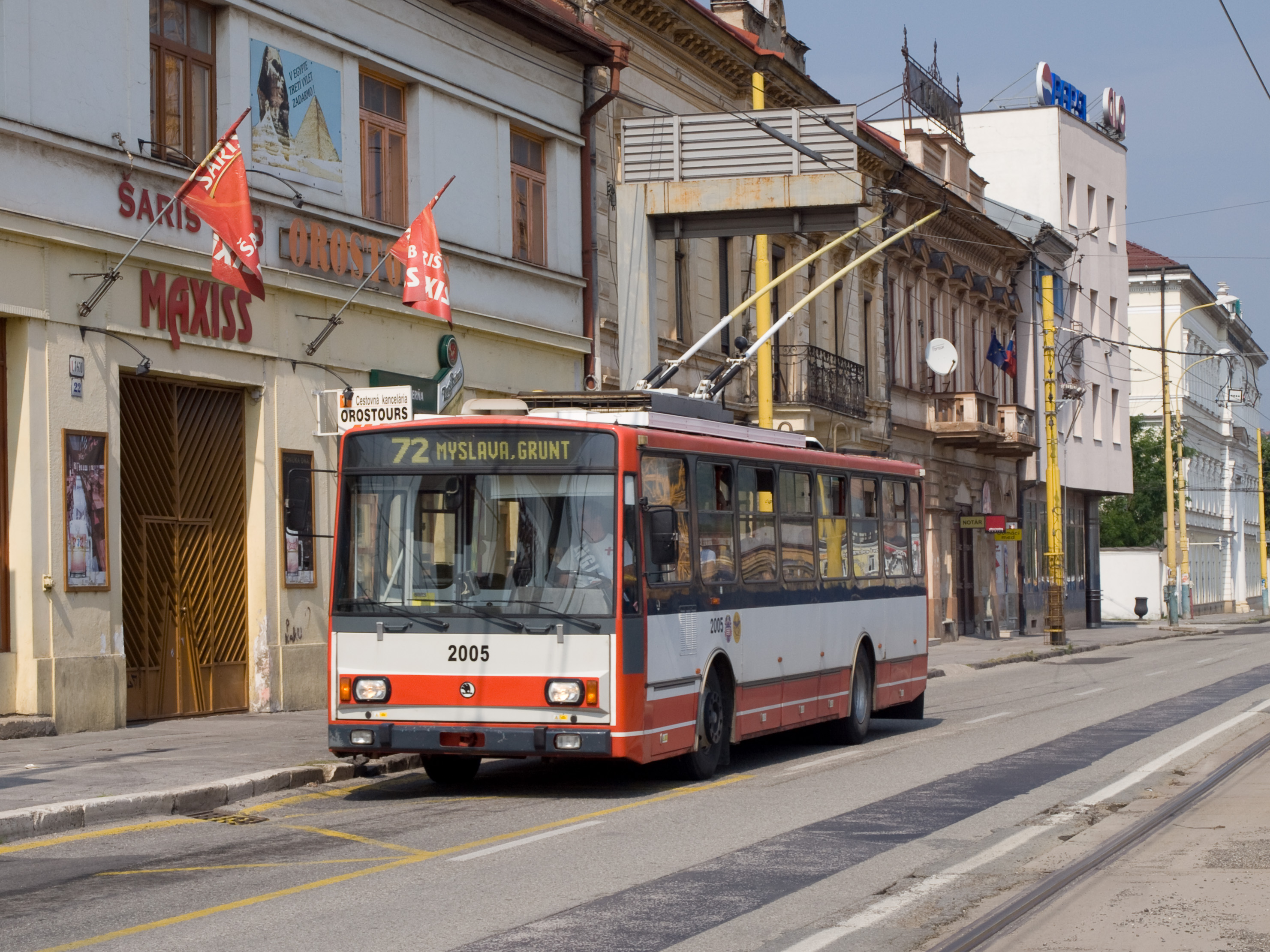
シュコダ14TrM（2010年撮影）
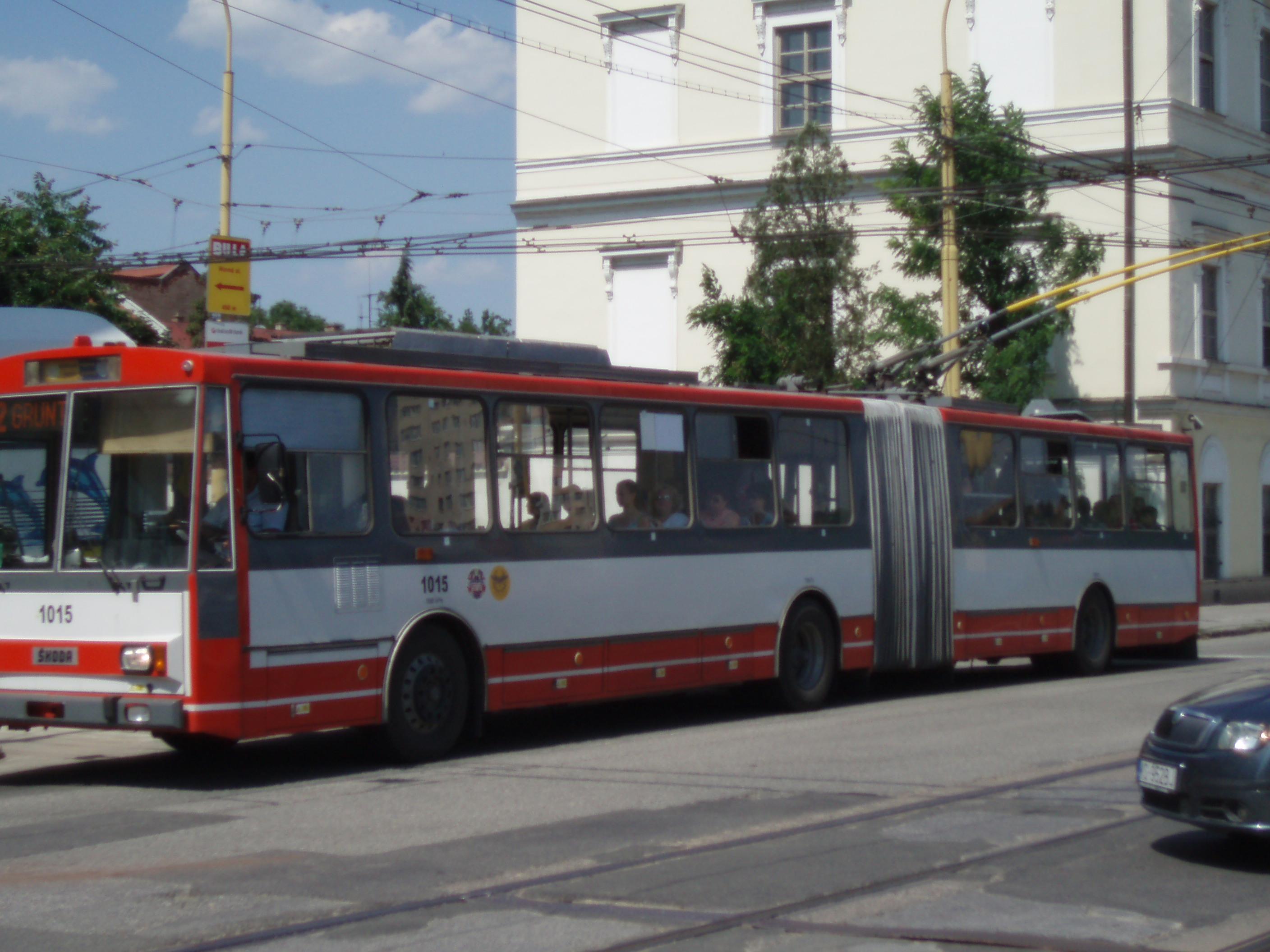
シュコダ15Tr（2009年撮影）